# Efter tusen timmar
Efter tusen timmar är ett studioalbum av Peter LeMarc, utgiven 1984 på skivmärket Trend. Han har skrivit alla låtarna själv, samt spelar synth, piano, elorgel, gitarr och munspel.

## Låtlista
1. Sen andas jag en stund med dej
2. Sommarn kommer sent i år
3. Mannen som hon avskyr att älska
4. I samma säng
5. Från en husvagn i Bohuslän
6. Sandra säger
7. Det händer i dom bästa familjer
8. Om du kommer hit ikväll
9. Dotter till en dragspelskung
10. Han vet ingenting

## Medverkande
- Peter LeMarc (sångare, upphovsrättsman)